# Konkurrens

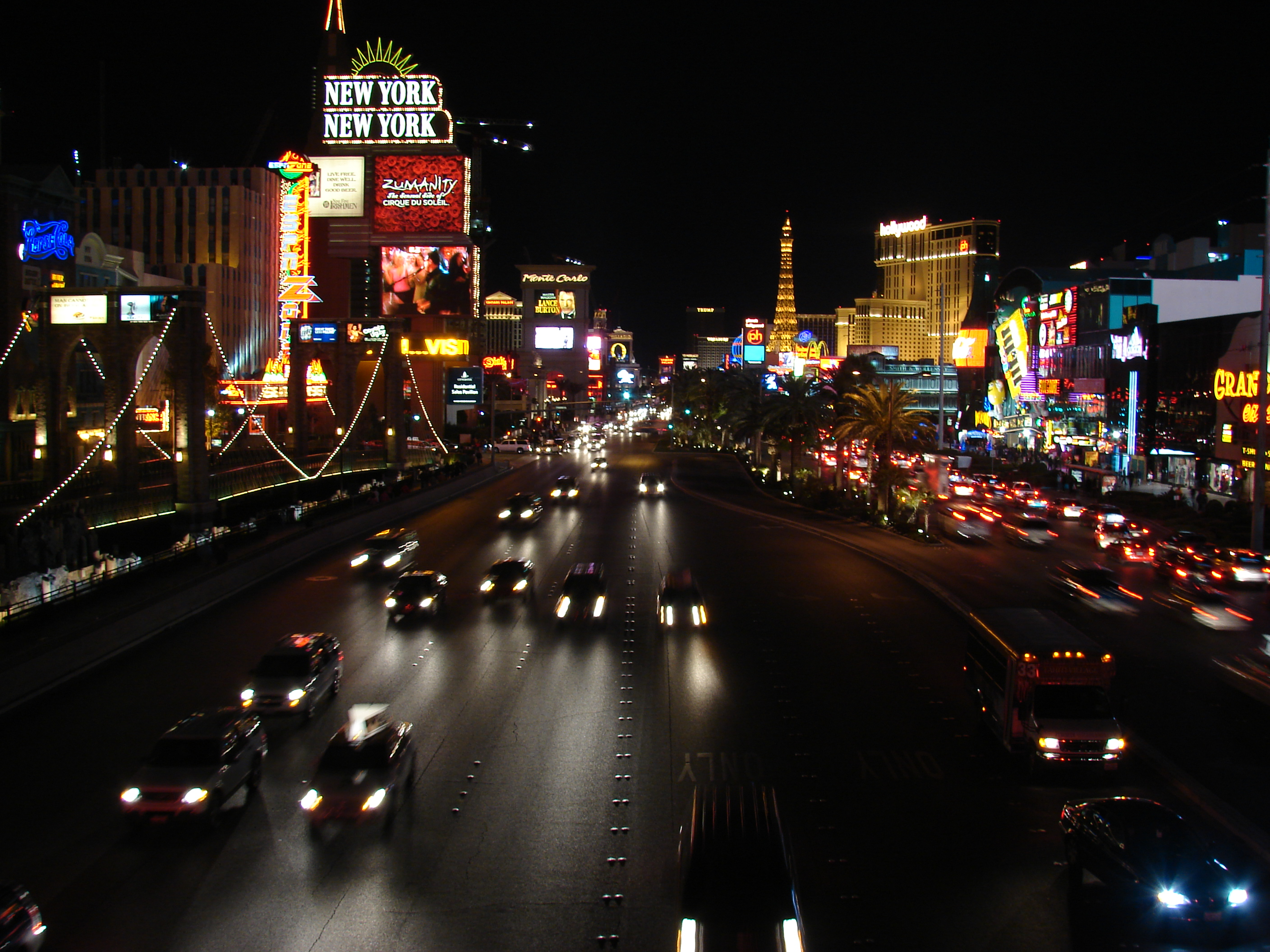
I den amerikanska staden Las Vegas finns flera konkurrerande kasinon.

Konkurrens (latin: "sammanlöpande" från con, "tillsammans" och currens, "springa", "löpa") är två eller fler parters strävan efter att uppnå ett mål som inte kan delas, vilket innebär att framgång för en part är till nackdel för övriga parter. Begreppet används främst inom ekonomi, biologi, politik och sociologi. 
Inom ekologi är konkurrens mellan olika arter eller individer om begränsade resurser som mat eller livsutrymme vanligt förekommande. I affärssammanhang innebär konkurrens att företag tävlar om marknadsandelar, kunder eller resurser. Inom ekonomi betraktas konkurrens som en positiv kraft som driver innovation, effektivitet och ekonomisk tillväxt, vilket i sin tur anses gynna samhället som helhet.
Konkurrens kan sägas vara en form av urvalsförfarande, där de aktörer som är snabbast/starkast/rikast/mest anpassningsbara och så vidare normalt har de bästa förutsättningarna.

## Ekonomisk konkurrens
Den mest omtalade typen av konkurrens är säljkonkurrens, även om det också finns exempel på köpkonkurrens. Konkurrens är för det mesta gynnsamt för aktörernas motpart; pris och villkor för varan eller tjänsten kommer under vissa förutsättningar att hamna på eller nära gränsen för ekonomisk lönsamhet för aktörerna. Så kallad perfekt konkurrens är sällsynt, och för att en perfekt konkurrens skall kunna uppstå finns en rad förutsättningar som först måste uppfyllas:
- tillräckligt stort antal säljare och köpare
- ingen samverkan bland parterna i marknaden
- varorna ska vara enkla så att de kan handlas med i stora kvantiteter
- konsumenterna ska ha fullständig information om marknadens utbud och priser
- tillverkarna ska ha fullständig information om den senaste tekniken
- det ska vara lätt och smidigt för företag att ta sig in på marknader
- stordriftsfördelar får inte förekomma
- snabb anpassning till nya villkor
- marknaden får inte på något vis regleras

Reglering som endast motverkar externa effekter stör inte marknadens funktion, utan styr den i en bättre riktning. Reglering som hindrar fusk (så som man väljer att definiera ordet) är mer eller mindre nödvändig för marknadens funktion.
Eftersom perfekt konkurrens sällan förekommer är det intressant att studera hur marknaden förändras under något mindre stränga villkor (i en del fall är skillnaden inte alltför stor), när säljarna är få (oligopol) eller då det endast finns en säljare (monopol).
Även om konkurrens mellan enskilda aktörer kan innebära att framgång för en part kan vara till nackdel för en annan på kort sikt (till exempel när ett företag vinner marknadsandelar på bekostnad av ett annat företag), kan den övergripande effekten av konkurrens på en marknad eller i en ekonomi som helhet vara positiv och skapa värde för alla inblandade på lång sikt. Denna balans mellan individuell konkurrens och kollektiva fördelar är en central del av hur marknadsekonomier fungerar.

## Geometrisk konkurrens
Inom geometrin betecknar konkurrens att tre eller flera linjer sammanstrålar (skär varandra) i samma punkt. Sådana linjer är konkurrenta. Inom projektiv geometri är konkurrens dual till kollinearitet i två dimensioner och i tre dimensioner är konkurrens dual till koplanaritet